# Reprezentacja Armenii w piłce siatkowej mężczyzn
Reprezentacja Armenii w piłce siatkowej mężczyzn to narodowa reprezentacja tego kraju, reprezentująca go na arenie międzynarodowej. Na razie nie wystąpiła w turnieju głównych żadnej imprezy.